# Fußball-Club Bayern München 1973-1974
Questa voce raccoglie le informazioni riguardanti il Fußball-Club Bayern München nelle competizioni ufficiali della stagione 1973-1974.

## Stagione
Quinto titolo nazionale per il Bayern Monaco in questa stagione: la squadra stacca il Borussia M'gladbach di un solo punto, e Gerd Müller è capocannoniere del campionato insieme a Jupp Heynckes, che gioca nella squadra rivale. Nella coppa nazionale la squadra viene eliminata in semifinale dall'Eintracht Francoforte poi vincitore, mentre in campo internazionale partecipa alla Coppa dei Campioni. Qui elimina nel primo turno l'Åtvidaberg in modo rocambolesco: i tedeschi vincono infatti l'incontro casalingo per 3-1, ma durante la gara di ritorno si trovano in svantaggio per 3-0. La qualificazione viene conquistata ai calci di rigore, e la dirigenza decide di acquistare dalla squadra svedese Conny Torstensson, protagonista della gara e autore di una doppietta. In seguito il Bayern elimina tra gli altri i cugini della Dinamo Dresda, e arriva a disputare la finale di Bruxelles contro l'Atlético Madrid. I Rossi giungono nella capitale belga con i favori del pronostico ma non riescono a sbloccare la partita, che prosegue ai tempi supplementari. Inaspettatamente sono però gli spagnoli a portarsi in vantaggio, grazie ad un gol di Luis Aragonés a sei minuti dal termine. Ad ogni modo, prima che la partita finisca Hans-Georg Schwarzenbeck riesce a pareggiare, e in base al regolamento vigente, per la prima e unica volta in una finale di Coppa dei Campioni è necessaria la ripetizione. Questa si gioca il 17 maggio sempre nello stesso stadio, e vede questa volta prevalere nettamente il Bayern per 4-0, grazie alle doppiette di Hoeneß e Müller; anche in questa manifestazione Müller è il miglior marcatore.

## Maglie e sponsor
| Casa | Trasferta |  |

## Rosa
| N. |                      | Ruolo | Calciatore               |
| -- | -------------------- | ----- | ------------------------ |
|    | Germania (bandiera)  | P     | Sepp Maier               |
|    | Germania (bandiera)  | P     | Walter Modick            |
|    | Germania (bandiera)  | P     | Hugo Robl                |
|    | Germania (bandiera)  | D     | Franz Beckenbauer        |
|    | Germania (bandiera)  | D     | Paul Breitner            |
|    | Danimarca (bandiera) | D     | Johnny Hansen            |
|    | Danimarca (bandiera) | D     | Viggo Jensen             |
|    | Germania (bandiera)  | D     | Jupp Kapellmann          |
|    | Germania (bandiera)  | D     | Gernot Rohr              |
|    | Germania (bandiera)  | D     | Hans-Georg Schwarzenbeck |
|    | Germania (bandiera)  | C     | Bernd Dürnberger         |
|    | Germania (bandiera)  | C     | Erwin Hadewicz           |

| N. |                      | Ruolo | Calciatore         |
| -- | -------------------- | ----- | ------------------ |
|    | Germania (bandiera)  | C     | Uli Hoeneß         |
|    | Germania (bandiera)  | C     | Franz Roth         |
|    | Germania (bandiera)  | C     | Georg Weiß         |
|    | Germania (bandiera)  | C     | Herbert Zimmermann |
|    | Germania (bandiera)  | C     | Rainer Zobel       |
|    | Danimarca (bandiera) | A     | Torben Hansen      |
|    | Germania (bandiera)  | A     | Wilhelm Hoffmann   |
|    | Germania (bandiera)  | A     | Norbert Ivangean   |
|    | Serbia (bandiera)    | A     | Dušan Jovanović    |
|    | Germania (bandiera)  | A     | Gerd Müller        |
|    | Svezia (bandiera)    | A     | Conny Torstensson  |

## Organigramma societario
Area direttiva
- Presidente:  Wilhelm Neudecker

Area tecnica
- Allenatore: Udo Lattek
- Allenatore in seconda:
- Preparatore dei portieri:
- Preparatori atletici:

## Calciomercato

### Sessione estiva
| Acquisti | Acquisti          | Acquisti               | Acquisti |
| R.       | Nome              | da                     | Modalità |
| -------- | ----------------- | ---------------------- | -------- |
| A        | Conny Torstensson | Åtvidaberg             |          |
| A        | Bernd Gersdorff   | Eintracht Braunschweig |          |
| C        | Erwin Hadewicz    | Aalen                  |          |
| A        | Torben Hansen     | Holbæk                 |          |
| A        | Norbert Ivangean  | Blau-Weiß Berlin       |          |
| D        | Viggo Jensen      | B 1909                 |          |
| A        | Dušan Jovanović   | OFK Belgrado           |          |
| D        | Jupp Kapellmann   | Colonia                |          |
| P        | Walter Modick     | Memmingen              |          |
| P        | Hugo Robl         | Monaco 1860            |          |
| A        | Burghard Segler   | Osnabrück              |          |

| Cessioni | Cessioni          | Cessioni                | Cessioni |
| R.       | Nome              | a                       | Modalità |
| -------- | ----------------- | ----------------------- | -------- |
| A        | Edgar Schneider   | Augusta                 |          |
| A        | Bernd Gersdorff   | Eintracht Braunschweig  |          |
| A        | Burghard Segler   | Borussia Dortmund       |          |
| A        | Hans Jörg         | Augusta                 |          |
| C        | Franz Krauthausen | Schalke 04              |          |
| D        | Günther Rybarczyk | Magonza                 |          |
| P        | Manfred Seifert   | Bayern Hof              |          |
| P        | Zlatko Škorić     | Avenir Club Avignonnais |          |
| A        | Martin Wildgruber | Bayern Hof              |          |

### Sessione invernale
| Acquisti | Acquisti | Acquisti | Acquisti |
| R.       | Nome     | da       | Modalità |
| -------- | -------- | -------- | -------- |

| Cessioni | Cessioni | Cessioni | Cessioni |
| R.       | Nome     | a        | Modalità |
| -------- | -------- | -------- | -------- |

## Risultati

### Bundesliga

#### Girone di andata
| Arbitro: | Quindeau |

|                                      |           |         |
| Hoeneß 25’ Zobel 81’ Beckenbauer 90’ | Marcatori | 8’ Seel |

| Arbitro: | Horstmann |

|  |           |                                        |
|  | Marcatori | 32’ Breitner 62’ Hoeneß 81’ Dürnberger |

| Arbitro: | Schumann |

|                        |           |  |
| Müller 60’ (rig.), 72’ | Marcatori |  |

| Arbitro: | Weyland |

|                           |           |                           |
| Müller 26’ Hermandung 61’ | Marcatori | 66’ Müller 75’ Dürnberger |

| Arbitro: | Gabor |

|                                        |           |  |
| Breitner 53’ Kapellmann 72’ Hoeneß 88’ | Marcatori |  |

| Arbitro: | Lutz |

|                                                           |           |                                                 |
| Budde 11’, 13’ Kremers 18’ Kremers 41’ (rig.), 45’ (rig.) | Marcatori | 38’, 43’ (rig.), 51’, 68’ Müller 64’ Dürnberger |

| Arbitro: | Zuchantke |

|                              |           |                       |
| Schwarzenbeck 37’ Müller 68’ | Marcatori | 22’ Røntved 48’ Görts |

| Arbitro: | Hillebrand |

|                              |           |          |
| Reimann 11’ (rig.), 31’, 42’ | Marcatori | 65’ Roth |

| Arbitro: | Siepe |

|                     |           |                           |
| Dürnberger 31’, 33’ | Marcatori | 34’ Nickel 49’ Hölzenbein |

| Arbitro: | Redelfs |

|                                     |           |                                       |
| Overath 10’, 42’ Flohe 36’ Löhr 60’ | Marcatori | 21’ Schwarzenbeck 34’ Hoeneß 80’ Roth |

| Arbitro: | Meuser |

|                                                            |           |                      |
| Schwarzenbeck 11’ Müller 42’ (rig.), 64’ (rig.) Hoeneß 86’ | Marcatori | 22’ Wunder 25’ Dietz |

| Arbitro: | Bonacker |

|                                                                |           |                                   |
| Pirrung 43’, 61’, 73’ Toppmöller 58’ Diehl 84’ Laumen 87’, 89’ | Marcatori | 3’, 12’ Gersdorff 36’, 57’ Müller |

| Arbitro: | Tschenscher |

|                                 |           |  |
| Hoffmann 6’ Roth 45’ Hoeneß 89’ | Marcatori |  |

| Arbitro: | Redelfs |

|  |           |            |
|  | Marcatori | 20’ Hoeneß |

| Arbitro: | Linn |

|                                            |           |            |
| Müller 32’, 71’, 83’ (rig.) Dürnberger 85’ | Marcatori | 24’ Krause |

| Arbitro: | Schulenburg |

|                           |           |                    |
| Ritschel 48’ Kostedde 53’ | Marcatori | 7’ Roth 90’ Hoeneß |

| Arbitro: | Engel |

|                                         |           |                                 |
| Roth 4’ Müller 20’ Zobel 23’ Hoeneß 64’ | Marcatori | 6’ Wimmer 18’ Jensen 88’ Bonhof |

#### Girone di ritorno
| Arbitro: | Horstmann |

|                                     |           |                      |
| Geye 36’ Köhnen 55’, 60’ Herzog 89’ | Marcatori | 17’ Hoeneß 80’ Zobel |

| Arbitro: | Dittmer |

|                                                      |           |               |
| Müller 4’, 42’, 70’ Schwarzenbeck 32’ Dürnberger 47’ | Marcatori | 17’ Kucharski |

| Arbitro: | Kollmann |

|  |           |                 |
|  | Marcatori | 68’ Torstensson |

| Arbitro: | Hillebrand |

|                                           |           |                |
| Beckenbauer 36’ Dürnberger 48’ Müller 66’ | Marcatori | 69’ Hermandung |

| Arbitro: | Roth |

|                  |           |                                       |
| Kohle 17’ (rig.) | Marcatori | 32’, 59’ Hoeneß 53’ Breitner 83’ Roth |

| Arbitro: | Ohmsen |

|                                          |           |             |
| Hoeneß 31’ Müller 34’, 77’, 88’ Roth 81’ | Marcatori | 90’ Kremers |

| Arbitro: | Kindervater |

|            |           |            |
| Bracht 30’ | Marcatori | 74’ Hoeneß |

| Arbitro: | Linn |

|                                                               |           |             |
| Breitner 12’ Beckenbauer 55’ Müller 75’ Hansen 76’ Hoeneß 77’ | Marcatori | 74’ Reimann |

| Arbitro: | Weyland |

|                      |           |            |
| Grabowski 18’ (rig.) | Marcatori | 79’ Müller |

| Arbitro: | Biwersi |

|                                                           |           |           |
| Müller 6’ Hoffmann 29’ Breitner 56’ (rig.) Kapellmann 78’ | Marcatori | 13’ Flohe |

| Arbitro: | Engel |

|  |           |                                                         |
|  | Marcatori | 22’ Beckenbauer 59’ Müller 65’ Hoeneß 84’ Schwarzenbeck |

| Arbitro: | Overberg |

|                   |           |              |
| Schwarzenbeck 74’ | Marcatori | 58’ Sandberg |

| Arbitro: | Schulenburg |

|             |           |            |
| Stickel 43’ | Marcatori | 51’ Müller |

| Arbitro: | Schumann |

|                                         |           |  |
| Roth 4’ Müller 17’ Hoeneß 37’ Zobel 52’ | Marcatori |  |

| Arbitro: | Bonacker |

|  |           |                                                                 |
|  | Marcatori | 18’ Schwarzenbeck 31’, 53’ Breitner 60’ Zobel 83’ (rig.) Hoeneß |

| Arbitro: | Basedow |

|            |           |  |
| Müller 75’ | Marcatori |  |

| Arbitro: | Biwersi |

|                                                       |           |  |
| Heynckes 30’, 45’ Simonsen 34’ Bonhof 41’ Köstner 71’ | Marcatori |  |

### Coppa di Germania
| Arbitro: | Nickel |

|                                   |           |             |
| Hoeneß 27’ Müller 51’ (rig.), 62’ | Marcatori | 88’ Seliger |

| Arbitro: | Biwersi |

|           |           |                                   |
| Görts 61’ | Marcatori | 46’ Schwarzenbeck 78’ Torstensson |

| Arbitro: | Hennig |

|                      |           |                                |
| Müller 24’, 35’, 71’ | Marcatori | 75’ Siemensmeyer 80’ Kasperski |

| Arbitro: | Aldinger |

|                                             |           |                                |
| Hölzenbein 49’ Rohrbach 68’ Kalb 90’ (rig.) | Marcatori | 60’ Hoeneß 62’ (rig.) Breitner |

### Coppa dei Campioni
| Arbitro: | Pláček |

|                                  |           |                       |
| Müller 3’, 72’ Olsson 67’ (aut.) | Marcatori | 66’ (aut.) Dürnberger |

| Arbitro: | Taylor |

|                                                 |                      |                                                |
| Torstensson 7’, 72’ Wallinder 15’               | Marcatori            | 79’ Hoeneß                                     |
| Torstensson Almqvist Magnusson Karlsson Franzén | Tiri di rigore 3 – 4 | Kapellmann Gersdorff Müller Hoeneß Beckenbauer |

| Arbitro: | Davidson |

|                                                 |           |                             |
| Hoffmann 17’ Dürnberger 26’ Roth 71’ Müller 83’ | Marcatori | 13’, 34’ Sachse 42’ Heidler |

| Arbitro: | Wurtz |

|                                    |           |                            |
| Wätzlich 42’ Schade 52’ Häfner 56’ | Marcatori | 10’, 12’ Hoeneß 58’ Müller |

| Arbitro: | Ibáñez |

|                                                |           |                |
| Torstensson 8’, 88’ Beckenbauer 33’ Müller 65’ | Marcatori | 23’ Marashliev |

| Arbitro: | Carpenter |

|                            |           |                     |
| Kolev 41’ (rig.) Denev 48’ | Marcatori | 30’ (rig.) Breitner |

| Arbitro: | Gonella |

|             |           |                 |
| Fazekas 81’ | Marcatori | 64’ Torstensson |

| Arbitro: | Kazakov |

|                                               |           |  |
| Torstensson 35’ Horváth 70’ (aut.) Müller 80’ | Marcatori |  |

| Arbitro: | Loraux |

|                    |           |               |
| Schwarzenbeck 120’ | Marcatori | 114’ Aragonés |

| Arbitro: | Delcourt |

|                                 |           |  |
| Hoeneß 28’, 82’ Müller 56’, 69’ | Marcatori |  |

## Statistiche

### Statistiche di squadra
| Competizione       | Punti | In casa | In casa | In casa | In casa | In casa | In casa | In trasferta | In trasferta | In trasferta | In trasferta | In trasferta | In trasferta | Totale | Totale | Totale | Totale | Totale | Totale | DR  |
| Competizione       | Punti | G       | V       | N       | P       | Gf      | Gs      | G            | V            | N            | P            | Gf           | Gs           | G      | V      | N      | P      | Gf     | Gs     | DR  |
| ------------------ | ----- | ------- | ------- | ------- | ------- | ------- | ------- | ------------ | ------------ | ------------ | ------------ | ------------ | ------------ | ------ | ------ | ------ | ------ | ------ | ------ | --- |
| Bundesliga         | 49    | 17      | 14      | 3       | 0       | 55      | 17      | 17           | 6            | 6            | 5            | 40           | 36           | 34     | 20     | 9      | 5      | 95     | 53     | +42 |
| Coppa di Germania  | -     | 2       | 2       | 0       | 0       | 6       | 3       | 2            | 1            | 0            | 1            | 4            | 4            | 4      | 3      | 0      | 1      | 10     | 7      | +3  |
| Coppa dei Campioni | -     | 6       | 5       | 1       | 0       | 19      | 6       | 4            | 0            | 2            | 2            | 6            | 9            | 10     | 5      | 3      | 2      | 25     | 15     | +10 |
| Totale             | 49    | 25      | 21      | 4       | 0       | 80      | 26      | 23           | 7            | 8            | 8            | 50           | 49           | 48     | 28     | 12     | 8      | 130    | 75     | +55 |

### Andamento in campionato
| Giornata  | 1 | 2 | 3 | 4 | 5 | 6 | 7 | 8 | 9 | 10 | 11 | 12 | 13 | 14 | 15 | 16 | 17 | 18 | 19 | 20 | 21 | 22 | 23 | 24 | 25 | 26 | 27 | 28 | 29 | 30 | 31 | 32 | 33 | 34 |
| --------- | - | - | - | - | - | - | - | - | - | -- | -- | -- | -- | -- | -- | -- | -- | -- | -- | -- | -- | -- | -- | -- | -- | -- | -- | -- | -- | -- | -- | -- | -- | -- |
| Luogo     | C | T | C | T | C | T | C | T | C | T  | C  | T  | C  | T  | C  | T  | C  | T  | C  | T  | C  | T  | C  | T  | C  | T  | C  | T  | C  | T  | C  | T  | C  | T  |
| Risultato | V | V | V | N | V | N | N | P | N | P  | V  | P  | V  | V  | V  | N  | V  | P  | V  | V  | V  | V  | V  | N  | V  | N  | V  | V  | N  | N  | V  | V  | V  | P  |
| Posizione | 2 | 2 | 1 | 3 | 2 | 2 | 2 | 3 | 4 | 4  | 3  | 4  | 3  | 3  | 3  | 2  | 1  | 3  | 2  | 2  | 1  | 1  | 1  | 1  | 1  | 1  | 1  | 1  | 1  | 1  | 1  | 1  | 1  | 1  |

Legenda:

Luogo: C = Casa; T = Trasferta. Risultato: V = Vittoria; N = Pareggio; P = Sconfitta.

### Statistiche dei giocatori
!! colspan="4" | Totale

| Giocatore        | Bundesliga | Bundesliga | Bundesliga  | Bundesliga | Coppa di Germania | Coppa di Germania | Coppa di Germania | Coppa di Germania | Coppa dei Campioni F. Beckenbauer | Coppa dei Campioni F. Beckenbauer | Coppa dei Campioni F. Beckenbauer | Coppa dei Campioni F. Beckenbauer | 34       | 4    | 1           | 0          | 4 | 0 | 0 | 0 | 10 | 1 | 1 | 0 | 48 | 5 | 2 | 0 |
| Giocatore        | Presenze   | Reti       | Ammonizioni | Espulsioni | Presenze          | Reti              | Ammonizioni       | Espulsioni        | Presenze                          | Reti                              | Ammonizioni                       | Espulsioni                        | Presenze | Reti | Ammonizioni | Espulsioni |   |   |   |   |    |   |   |   |    |   |   |   |
| P. Breitner      | 26         | 7          | 1           | 0          | 4                 | 1                 | 0                 | 0                 | 7                                 | 1                                 | 0                                 | 0                                 | 37       | 9    | 1           | 0          |   |   |   |   |    |   |   |   |    |   |   |   |
| B. Dürnberger    | 30         | 8          | 0           | 0          | 4                 | 0                 | 0                 | 0                 | 7                                 | 1                                 | 1                                 | 0                                 | 41       | 9    | 1           | 0          |   |   |   |   |    |   |   |   |    |   |   |   |
| B. Gersdorff     | 12         | 2          | 2           | 1          | 0                 | 0                 | 0                 | 0                 | 3                                 | 0                                 | 0                                 | 0                                 | 15       | 2    | 2           | 1          |   |   |   |   |    |   |   |   |    |   |   |   |
| E. Hadewicz      | 12         | 0          | 0           | 0          | 2                 | 0                 | 0                 | 0                 | 1                                 | 0                                 | 0                                 | 0                                 | 15       | 0    | 0           | 0          |   |   |   |   |    |   |   |   |    |   |   |   |
| J. Hansen        | 32         | 1          | 0           | 0          | 4                 | 0                 | 0                 | 0                 | 10                                | 0                                 | 1                                 | 0                                 | 46       | 1    | 1           | 0          |   |   |   |   |    |   |   |   |    |   |   |   |
| T. Hansen        | 0          | 0          | 0           | 0          | 0                 | 0                 | 0                 | 0                 | 0                                 | 0                                 | 0                                 | 0                                 | 0        | 0    | 0           | 0          |   |   |   |   |    |   |   |   |    |   |   |   |
| U. Hoeneß        | 34         | 18         | 1           | 0          | 4                 | 2                 | 0                 | 0                 | 10                                | 5                                 | 0                                 | 0                                 | 48       | 25   | 1           | 0          |   |   |   |   |    |   |   |   |    |   |   |   |
| W. Hoffmann      | 15         | 2          | 1           | 0          | 2                 | 0                 | 0                 | 0                 | 3                                 | 1                                 | 0                                 | 0                                 | 20       | 3    | 1           | 0          |   |   |   |   |    |   |   |   |    |   |   |   |
| N. Ivangean      | 0          | 0          | 0           | 0          | 0                 | 0                 | 0                 | 0                 | 0                                 | 0                                 | 0                                 | 0                                 | 0        | 0    | 0           | 0          |   |   |   |   |    |   |   |   |    |   |   |   |
| V. Jensen        | 5          | 0          | 0           | 0          | 0                 | 0                 | 0                 | 0                 | 1                                 | 0                                 | 0                                 | 0                                 | 6        | 0    | 0           | 0          |   |   |   |   |    |   |   |   |    |   |   |   |
| D. Jovanović     | 0          | 0          | 0           | 0          | 0                 | 0                 | 0                 | 0                 | 0                                 | 0                                 | 0                                 | 0                                 | 0        | 0    | 0           | 0          |   |   |   |   |    |   |   |   |    |   |   |   |
| J. Kapellmann    | 20         | 2          | 2           | 0          | 1                 | 0                 | 0                 | 0                 | 7                                 | 0                                 | 0                                 | 0                                 | 28       | 2    | 2           | 0          |   |   |   |   |    |   |   |   |    |   |   |   |
| S. Maier         | 34         | 0          | 0           | 0          | 4                 | 0                 | 0                 | 0                 | 10                                | 0                                 | 0                                 | 0                                 | 48       | 0    | 0           | 0          |   |   |   |   |    |   |   |   |    |   |   |   |
| R. Mamajewski    | 0          | 0          | 0           | 0          | 0                 | 0                 | 0                 | 0                 | 0                                 | 0                                 | 0                                 | 0                                 | 0        | 0    | 0           | 0          |   |   |   |   |    |   |   |   |    |   |   |   |
| F. Michelberger  | 0          | 0          | 0           | 0          | 0                 | 0                 | 0                 | 0                 | 0                                 | 0                                 | 0                                 | 0                                 | 0        | 0    | 0           | 0          |   |   |   |   |    |   |   |   |    |   |   |   |
| W. Modick        | 0          | 0          | 0           | 0          | 0                 | 0                 | 0                 | 0                 | 0                                 | 0                                 | 0                                 | 0                                 | 0        | 0    | 0           | 0          |   |   |   |   |    |   |   |   |    |   |   |   |
| G. Müller        | 34         | 30         | 3           | 0          | 4                 | 5                 | 2                 | 0                 | 10                                | 8                                 | 1                                 | 0                                 | 48       | 43   | 6           | 0          |   |   |   |   |    |   |   |   |    |   |   |   |
| H. Robl          | 0          | 0          | 0           | 0          | 0                 | 0                 | 0                 | 0                 | 0                                 | 0                                 | 0                                 | 0                                 | 0        | 0    | 0           | 0          |   |   |   |   |    |   |   |   |    |   |   |   |
| G. Rohr          | 3          | 0          | 1           | 0          | 0                 | 0                 | 0                 | 0                 | 1                                 | 0                                 | 0                                 | 0                                 | 4        | 0    | 1           | 0          |   |   |   |   |    |   |   |   |    |   |   |   |
| F. Roth          | 33         | 8          | 1           | 0          | 3                 | 0                 | 0                 | 0                 | 9                                 | 1                                 | 0                                 | 0                                 | 45       | 9    | 1           | 0          |   |   |   |   |    |   |   |   |    |   |   |   |
| K. Rummenigge    | 0          | 0          | 0           | 0          | 0                 | 0                 | 0                 | 0                 | 0                                 | 0                                 | 0                                 | 0                                 | 0        | 0    | 0           | 0          |   |   |   |   |    |   |   |   |    |   |   |   |
| E. Schneider     | 7          | 0          | 0           | 0          | 0                 | 0                 | 0                 | 0                 | 3                                 | 0                                 | 0                                 | 0                                 | 10       | 0    | 0           | 0          |   |   |   |   |    |   |   |   |    |   |   |   |
| G. Schwarzenbeck | 33         | 7          | 4           | 0          | 4                 | 1                 | 1                 | 0                 | 10                                | 1                                 | 0                                 | 0                                 | 47       | 9    | 5           | 0          |   |   |   |   |    |   |   |   |    |   |   |   |
| C. Torstensson   | 16         | 1          | 0           | 0          | 3                 | 1                 | 0                 | 0                 | 6                                 | 4                                 | 1                                 | 0                                 | 25       | 6    | 1           | 0          |   |   |   |   |    |   |   |   |    |   |   |   |
| G. Weiß          | 0          | 0          | 0           | 0          | 0                 | 0                 | 0                 | 0                 | 0                                 | 0                                 | 0                                 | 0                                 | 0        | 0    | 0           | 0          |   |   |   |   |    |   |   |   |    |   |   |   |
| G. Weiß          | 0          | 0          | 0           | 0          | 0                 | 0                 | 0                 | 0                 | 0                                 | 0                                 | 0                                 | 0                                 | 0        | 0    | 0           | 0          |   |   |   |   |    |   |   |   |    |   |   |   |
| J. Weiß          | 0          | 0          | 0           | 0          | 0                 | 0                 | 0                 | 0                 | 0                                 | 0                                 | 0                                 | 0                                 | 0        | 0    | 0           | 0          |   |   |   |   |    |   |   |   |    |   |   |   |
| K. Wunder        | 0          | 0          | 0           | 0          | 0                 | 0                 | 0                 | 0                 | 0                                 | 0                                 | 0                                 | 0                                 | 0        | 0    | 0           | 0          |   |   |   |   |    |   |   |   |    |   |   |   |
| H. Zimmermann    | 1          | 0          | 0           | 0          | 0                 | 0                 | 0                 | 0                 | 0                                 | 0                                 | 0                                 | 0                                 | 1        | 0    | 0           | 0          |   |   |   |   |    |   |   |   |    |   |   |   |
| R. Zobel         | 28         | 5          | 3           | 0          | 4                 | 0                 | 0                 | 0                 | 9                                 | 0                                 | 1                                 | 0                                 | 41       | 5    | 4           | 0          |   |   |   |   |    |   |   |   |    |   |   |   |